# Championnat de Lituanie de football 2017
Navigation
A-Lyga 2016 A-Lyga 2018
La saison 2017 du championnat de Lituanie de football est la 28e édition de la première division lituanienne. Les huit meilleurs clubs du pays sont regroupés en une poule unique où chaque équipe rencontre quatre fois ses adversaires. En fin de saison, le dernier du classement est relégué et remplacé par le meilleur club de deuxième division. Les six premiers s'affrontent une nouvelle fois pour le titre de champion.
C'est le FK Sūduva Marijampolė qui est sacré cette saison, après avoir terminé en tête du classement final, avec quatre points d'avance sur le double tenant du titre, le FK Žalgiris Vilnius et sept sur le FK Trakai. Il s'agit du tout premier titre de champion de Lituanie de l'histoire du club.
Le club promu de I-Liga, le FK Šilas Kazlų Rūda, disparaît du paysage footballistique lituanien avant le début de la saison, permettant le repêchage du FK Kauno Žalgiris, initialement relégué en deuxième division.

## Les clubs participants
- FK Kauno Žalgiris
- FK Sūduva
- FK Jonava[1]
- FK Trakai
- FK Žalgiris
- FC Stumbras
- FK Atlantas
- FK Utenis Utena

## Compétition
Le barème de points servant à établir les différents classements se décompose ainsi :
- Victoire : 3 points
- Match nul : 1 point
- Défaite : 0 point

### Première phase
| Rang | Équipe            | Pts | J  | G  | N  | P  | Bp | Bc | Diff |
| ---- | ----------------- | --- | -- | -- | -- | -- | -- | -- | ---- |
| 1    | FK Sūduva         | 59  | 28 | 17 | 8  | 3  | 65 | 28 | +37  |
| 2    | FK ŽalgirisT      | 58  | 28 | 17 | 7  | 4  | 51 | 22 | +29  |
| 3    | FK Trakai         | 54  | 28 | 15 | 9  | 4  | 45 | 22 | +23  |
| 4    | FK Atlantas       | 33  | 28 | 8  | 9  | 11 | 33 | 33 | 0    |
| 5    | FK Utenis Utena   | 32  | 28 | 8  | 8  | 12 | 24 | 41 | -17  |
| 6    | FK Jonava         | 31  | 28 | 8  | 7  | 13 | 29 | 45 | -16  |
| 7    | FC StumbrasC      | 22  | 28 | 4  | 10 | 14 | 23 | 42 | -19  |
| 8    | FK Kauno Žalgiris | 15  | 28 | 3  | 6  | 19 | 19 | 56 | -37  |

|  | Qualifié pour la seconde phase du championnat                           |
|  | Qualifié pour le 1er tour de qualification de la Ligue Europa 2018-2019 |
|  | Participation au barrage de promotion-relégation                        |
|  | Relégation en deuxième division                                         |
|  | T : Tenant du titre C : Vainqueur de la Coupe de Lituanie               |

### Matchs de la première phase
| Résultats (▼dom., ►ext.) | ATL | JON | KŽA | STU | SŪD | TRA | UTE | ŽAL | ATL | JON | KŽA | STU | SŪD | TRA | UTE | ŽAL |
| FK Atlantas Klaipėda     |     | 0-1 | 3-1 | 4-1 | 1-1 | 1-1 | 2-2 | 1-2 |     | 0-1 | 1-1 | 3-2 | 1-2 | 0-1 | 0-1 | 1-1 |
| FK Jonava                | 0-2 |     | 5-2 | 1-2 | 1-4 | 0-0 | 1-0 | 0-2 | 2-1 |     | 2-1 | 1-1 | 0-5 | 1-3 | 1-3 | 1-2 |
| FK Kauno Žalgiris        | 0-1 | 1-3 |     | 0-0 | 0-2 | 1-1 | 0-1 | 2-0 | 0-1 | 1-0 |     | 0-2 | 1-5 | 1-2 | 1-1 | 1-1 |
| FC Stumbras              | 1-1 | 1-0 | 3-0 |     | 1-2 | 1-1 | 1-1 | 1-3 | 0-3 | 0-0 | 0-1 |     | 1-3 | 0-0 | 0-3 | 1-1 |
| FK Sūduva Marijampolė    | 0-0 | 3-3 | 3-1 | 2-0 |     | 1-1 | 2-1 | 0-0 | 1-1 | 1-1 | 5-0 | 4-2 |     | 5-1 | 2-0 | 3-0 |
| FK Trakai                | 4-1 | 1-0 | 4-1 | 1-0 | 2-0 |     | 1-0 | 0-1 | 2-0 | 0-0 | 5-1 | 1-0 | 2-3 |     | 3-0 | 2-2 |
| FK Utenis Utena          | 0-3 | 1-1 | 1-0 | 0-0 | 2-4 | 1-0 |     | 0-4 | 1-1 | 1-2 | 0-0 | 1-1 | 1-0 | 0-4 |     | 1-2 |
| FK Žalgiris Vilnius      | 1-0 | 2-1 | 1-0 | 4-1 | 3-1 | 1-1 | 0-1 |     | 3-0 | 5-0 | 3-1 | 1-0 | 1-1 | 0-1 | 5-0 |     |

### Seconde phase
Les six clubs conservent l'ensemble des résultats et points acquis à l'issue de la première phase.
| Rang | Équipe          | Pts | J  | G  | N  | P  | Bp | Bc | Diff |
| ---- | --------------- | --- | -- | -- | -- | -- | -- | -- | ---- |
| 1    | FK Sūduva       | 71  | 33 | 21 | 8  | 4  | 73 | 31 | +42  |
| 2    | FK ŽalgirisT    | 67  | 33 | 20 | 7  | 6  | 62 | 31 | +31  |
| 3    | FK Trakai       | 64  | 33 | 18 | 10 | 5  | 53 | 27 | +26  |
| 4    | FK Jonava       | 38  | 33 | 10 | 8  | 15 | 40 | 53 | -13  |
| 5    | FK Atlantas     | 36  | 33 | 8  | 12 | 13 | 39 | 43 | -4   |
| 6    | FK Utenis Utena | 33  | 33 | 8  | 9  | 16 | 30 | 56 | -26  |

|  | Qualifié pour le 1er tour de qualification de la Ligue des champions 2018-2019 |
|  | Qualifié pour le 1er tour de qualification de la Ligue Europa 2018-2019        |
|  | T : Tenant du titre C : Vainqueur de la Coupe de Lituanie P : Promus de I lyga |

### Barrage de promotion-relégation
L'avant-dernier de A-Lyga rencontre le vice-champion de 1.Lyga en matchs aller et retour pour déterminer le dernier club engagé en championnat lors de la saison suivante.
| Équipe 1               | Résultat | Équipe 2    | Aller | Retour |
| ---------------------- | -------- | ----------- | ----- | ------ |
| FK Banga Gargždai (D2) | 1 - 5    | FC Stumbras | 1 - 2 | 0 - 3  |

- Les deux clubs se maintiennent au sein de leur championnat respectif.

## Bilan de la saison
| Championnat de Lituanie de football 2017 |                       |
| Champion                                 | FK Sūduva (1er titre) |
| Coupes et trophées                       |                       |
| Vainqueur de la Coupe de Lituanie 2017   | FC Stumbras           |
| Qualifications continentales             |                       |
| Ligue des champions 2018-2019            | FK Sūduva             |
| Ligue Europa 2018-2019                   | FK Žalgiris           |
| Ligue Europa 2018-2019                   | FK Trakai             |
| Ligue Europa 2018-2019                   | FC Stumbras           |
| Promotions et relégations                |                       |
| Promus en A-Lyga                         | FK Palanga            |
| Relégués en LFF 1.Lyga                   | FK Kauno Žalgiris     |